# Cody Rhodes
Cody Runnels (* 30. června 1985 v Marietta) je americký profesionální wrestler druhé generace, jde o syna 10. nejlepšího wrestlera historie Dustyho Rhodese. Je více znám pod svým zápasnickým pseudonymem Cody Rhodes. Momentálně působí v show SmackDown. Je také známý svým působením v All Elite Wrestling (AEW) v letech 2019 až 2022, kde působil jako výkonný viceprezident a byl inauguračním a trojnásobným vítězem AEW TNT šampionátu.
Rhodes se dostal na výsluní během svého prvního působení ve WWE v letech 2006 až 2016, kde vystupoval pod jménem Cody Rhodes a později také pod gimmickovým jménem Stardust, který postavově velmi připomínal svého bratra Goldusta. Rhodes také zápasil pro další různé významné společnosti, včetně Total Nonstop Action Wrestling (TNA), New Japan Pro-Wrestling (NJPW) a Ring of Honor (ROH). Mimo wrestling působil jako porotce v soutěžním seriálu Go-Big Show a se svou manželkou Brandi Rhodes hrál v reality show Rhodes to the Top.

## Kariéra
Debut a začátek kariéry (2005-2016)
Rhodes je synem zápasníka Dustyho Rhodese a nevlastním bratrem zápasníka Dustina Rhodese. Po amatérské wrestlingové kariéře, která vyústila v to, že se stal dvojnásobným šampionem státu Georgia, následoval kroky svého otce a staršího bratra do profesionálních řad a v roce 2006 se připojil k WWE, zpočátku byl přidělen do vývojového území společnosti Ohio Valley Wrestling (OVW). Poté, co se stal šampionem Triple Crown v OVW, byl v roce 2007 povýšen na hlavní seznam WWE a zůstal tam devět let, kde vystupoval pod svým skutečným jménem a později pod gimmickem Stardust. Během své první jízdy ve WWE se Rhodes stal dvojnásobným Intercontinental šampionem a byl velmi úspěšným zápasníkem tag teamu, který vyhrál šest světových tag team šampionátů (tři World Tag Team Championships a tři WWE Tag Team Championships) se čtyřmi samostatnými partnery tag teamu. Rhodes opustil WWE poté, co požádal o jeho propuštění v květnu 2016.
Odchod z WWE a působení v AEW (2016-2022)
Po jeho odchodu z WWE, Rhodes začal zápasit na nezávislém okruhu, a také se několikrát objevil v TNA; zápasil pod zkráceným jménem Cody, protože WWE vlastnila jméno Cody Rhodes, až do roku 2020, kdy se WWE vzdala své ochranné známky. V časovém rámci od začátku roku 2016 do začátku roku 2017 soutěžil na WWE WrestleManii, NJPW Wrestle Kingdom a Impact Wrestling (dříve TNA) Bound for Glory a také se objevil v ROH Final Battle. V září 2017 Rhodes zápasil v ROH, kde se stal jednorázovým mistrem světa ROH. Později se stal jednorázovým šampionem IWGP Spojených států v těžké váze a jednorázovým šampionem ROH World Six-Man Tag Team Champion (s Mattem Jacksonem a Nickem Jacksonem). V září 2018 vyhrál NWA World Heavyweight Championship (kvůli partnerství ROH s National Wrestling Alliance (NWA), přičemž se on a Dusty stali prvním otcem a synem, kteří vyhráli tento titul. Dohromady mezi WWE, AEW, NJPW, NWA , a ROH, Rhodes dohromady získal 15 šampionátů, včetně dvou světových titulů, a na začátku podzimu 2018 získal NWA World Heavyweight Championship, IWGP U.S. a ROH Six-Man tituly současně.
V lednu 2019 byl Rhodes jmenován výkonným viceprezidentem nově vytvořené AEW, kde také sloužil jako zápasník. Zde měl velmi dobře oceněné zápasy se svým bratrem Dustinem, Chrisem Jerichem a Sammym Guevarou. Také se pak stal inauguračním a trojnásobným šampionem AEW TNT. Poté, co se mu nepodařilo vyjednat novou smlouvu s prezidentem AEW Tonym Khanem, Rhodes se vzdal své výkonné funkce a on a jeho manželka opustili AEW v únoru 2022.
Návrat do WWE (2022-nyní)
V dubnu se vrátil do WWE na WrestleMania 38, kde porazil Setha Rollinse. V roce 2023 vyhrál Rhodes mužský Royal Rumble zápas a ten samý zápas vyhrál i v roce 2024, čímž se stal teprve čtvrtým zápasníkem, kterému se podařilo na této události dosáhnout vítězství dvakrát po sobě, a poprvé od "Stone Cold" Stevea Austina v roce 1997 a 1998. Po dlouhé rivalitě s The Bloodline a The Rockem, Rhodes nakonec spojil své síly se svým nepřítelem Sethem Rollinsem a společně vyzvali Romana Reignse a The Rocka k týmovému zápasu na první noci WrestleManie 40, Rhodes a Rollins tento zápas ovšem prohráli. Na druhé noci WrestleManie 40 Rhodes za pomoci legend jako jsou The Undertaker nebo John Cena, porazil Romana Reignse a získal tak svůj vysněný Undisputed WWE Universal Championship. Na WrestleManii 40 se také stal jedním z prvních zápasníků (společně s Romanem Reignsem), kteří vystoupili obě dvě noci v hlavním taháku na konci show.

## Osobní život
Rhodes má napůl kubánský původ prostřednictvím své matky a dědečka z matčiny strany. Jeho otec "The American Dream" Dusty Rhodes je člen Síně slávy WWE a jeho nevlastním bratrem je Dustin Runnels, který je známější pod jmény prstenů Goldust a "The Natural" Dustin Rhodes. 31. března 2007 uvedli Cody a Dustin svého otce do síně slávy WWE. Má také dvě sestry, Teil Gergel a Kristin Ditto, z nichž druhá je bývalá roztleskávačka Dallas Cowboys, Cody je nejmladší ze všech svých sourozenců. Je synovcem bývalých profesionálních zápasníků Jerryho Sagse a Freda Ottmana. Magnum T. A. je Rhodesův kmotr a byl přítomen jak u Rhodesova narození, tak u jeho křtu.
V září 2013 se Rhodes oženil s profesionální wrestlerkou Brandi Reedovou (známá také jako Brandi Rhodes). Pár spolu má jednu dceru Liberty a také sibiřského huskyho jménem Pharaoh, který se objevil po boku Rhodese na programech AEW i WWE.

## Dosažené tituly
- WWE
  - Undisputed WWE Universal Championship (1krát)
  - WWE RAW Tag Team Championship (1krát)
  - World Tag Team Championship (3krát)
  - WWE Intercontinental Championship (2krát)
  - WWE Tag Team Championship (3krát)
  - WWE Tag Team Championship No. 1 Contender's Tournament (2012)
  - Slammy Award (5krát)
- Ring of Honor
  - ROH World Championship (1krát)
  - ROH World Six-Man Tag Team Championship (1krát)
  - WCPW Internet Championship (1krát)
- All Elite Wrestling
  - AEW TNT Championship (3krát)
  - AEW Dynamite Award (1krát)